# Secteur pavé de Maing à Monchaux-sur-Écaillon
Le secteur pavé de Maing à Monchaux-sur-Écaillon est un secteur pavé de la course cycliste Paris-Roubaix situé dans la commune de Maing avec une difficulté actuellement classée trois étoiles.

## Caractéristiques
- Longueur : 1 600 m
- Difficulté : 3 étoiles
- Secteur n° 21 (avant l'arrivée)